# Еммануель Берко
Еммануе́ль Берко́ (фр. Emmanuelle Bercot; нар. 6 листопада 1967, Париж) — французька акторка, кінорежисерка та сценаристка.

## Біографія
Еммануель Берко народилася 6 листопада 1967 у Парижі. Під час навчання в школі відвідувала школу танців Сержа Альцетта і театральну студію. Після школи вступила до Паризької драматичної школи «Курси Флоран». Після цього працювала під керівництвом французького актора і театрального режисера Робера Оссейна і режисера Жана-Люка Тардьє. Після провалу вступних іспитів до консерваторії вступила до французької державної кіношколи «La Fémis» на відділення режисури.
Була одружена з французьким кінорежисером і оператором Гійомом Шифманом. Народила сина Немо, який теж знімається в кіно.

## Кар'єра
У 1995 році Еммануель Берко дебютувала у кіно як режисерка, знявши кілька короткометражних фільмів, серед яких Правда Романес (фр. True Romanès, 1995), Канікули (фр. Les Vacances, 1997) nf Мікросхема (фр. La Puce, 1999). Стрічки високо оцінила професійна критика, а фільм Канікули у 1997 році здобув Приз журі Каннського кінофестивалю.
У 1991 році Еммануель Берко почала акторську кар'єру. 1998 року знялася у «Зимових канікулах» Клода Міллера, потім — «Це починається сьогодні» (1999) Бертрана Таверньє та «Одна за усіх» (2000) Клода Лелюша. Зіграла головну роль у своєму дебютному повному метрі «Клеман» (2003) про 30-річну жінку, закохану у 13-річного хлопчика. Фільм був представлений на кінофестивалі в Каннах у 2001 році в секції «Особливий погляд».
У 2005 році Берко випустила повнометражну музичну драму «Задній план» про маніакальну любов тінейджерки до популярної співачки Лорен з Еммануель Сеньє та Ізільд Ле Беско у головних ролях. Вперше фільм було продемонстровано на Венеційському кінофестивалі у 2005 році, і в тому ж році стрічка завоювала приз за найкращу режисерську роботу на кінофестивалі в Салоніках.
У 2009 році вона для Canal+ поставила телефільм «Мої дорогі уроки» (фр. Mes chères études) про студентів, вимушених займатися проституцією, щоб прогодувати себе.
У 2011 році Еммануель Берко знялася в ролі Сью Елен у стрічці «Паліція» та працювала в одному з сегментів у фільмі-пародії «Право на „Ліво“» (Les Infidèles) про чоловічу невірність та її варіації.
У 2013 році в рамках 63-го міжнародного Берлінського кінофестивалю було представлено фільм Берко «По сигарети», у головних ролях з Катрін Денев та син Немо Шиффманом.
У 2015 році вийшла нова режисерська робота Еммануель Берко — драма про дорослішання неповнолітнього злочинця «Молода кров» (З високо піднесеною головою). Ця стрічка, головну жіночу роль у якій виконала Катрін Денев, 13 травня 2015 року відкрила 68-й Каннський кінофестиваль. Сама ж Берко отримала приз фестивалю за найкращу жіночу роль у фільмі «Мій король» (2015), розділивши його з американською акторкою Руні Мара (за фільм «Керол»).

## Фільмографія
Акторка
| Рік  | Назва                   | Оригінальна назва       | Роль                                     |
| ---- | ----------------------- | ----------------------- | ---------------------------------------- |
| 1991 | Дівчатка                | Ragazzi                 | Еммануель                                |
| 1995 | Стан місць              | État des lieux          |                                          |
| 1997 | Гонитва за божеством    | La divine poursuite     |                                          |
| 1998 | Зимові канікули         | La classe de neige      | міс Грімм                                |
| 1999 | Це починається сьогодні | Ça commence aujourd'hui | місіс Тіво                               |
| 1999 | Одна за всіх            | Une pour toutes         | дружина Сема Морвана                     |
| 2001 | Клеман                  | Clément                 | Маріон                                   |
| 2004 | До скорого!             | À tout de suite         | Лоренс                                   |
| 2005 | Божевільний кемпінг     | Camping sauvage         | Флоренс                                  |
| 2007 | Дитинства               | Enfances                | мати Орсона Уеллса (епізод «Очі дитини») |
| 2010 | Карлос                  | Carlos                  | міні-серіал                              |
| 2011 | Паліція                 | Polisse                 | Сью Еллен                                |
| 2012 | Вулиця Мандар           | Rue Mandar              | Аліна                                    |
| 2013 | Одинак                  | En solitaire            | лікарка                                  |
| 2015 | Мій король              | Mon roi                 | Тоні                                     |
| 2018 | Дівчата сонця           | Les Filles du soleil    | Матильда                                 |
| 2022 | Великі очікування       | De grandes espérances   | Габріель Дерваз                          |

Режисерка та сценаристка
| Рік  | Назва                             | Оригінальна назва                | Примітки                                     |
| ---- | --------------------------------- | -------------------------------- | -------------------------------------------- |
| 1997 | Канікулі                          | Les vacances                     | короткометражка, режисерка, сценаристка      |
| 1999 | Вибір Елоді                       | Le choix d'Élodie                | телевізійний, режисерка                      |
| 1999 | Мікросхема                        | La puce                          | короткометражний, режисерка, сценаристка     |
| 2000 | Сценарії на наркотики             | Scénarios sur la drogue          | серіал, режисерка, сценаристка               |
| 2001 | Клеман                            | Clément                          | режисерка, сценаристка                       |
| 2003 | Хтось тебе кохає                  | Quelqu'un vous aime…             | короткометражний, режисерка                  |
| 2004 |                                   | À poil!                          | короткометражний, режисерка                  |
| 2005 | Задній план                       | Backstage                        | режисерка, сценаристка                       |
| 2009 | Чорний люкс                       | Suite noire                      | серіал, режисерка, сценаристка               |
| 2010 | Студентка за визовом              | Mes chères études                | телевізійний, режисерка, сценаристка         |
| 2010 | Людина, яка хотіла жити по-своєму | L'homme qui voulait vivre sa vie | сценаристка                                  |
| 2011 | Паліція                           | Polisse                          | сценаристка                                  |
| 2011 | Право на «Ліво»                   | Les infidèles                    | режисерка (епізод «Питання»)                 |
| 2013 | По сигарети                       | Elle s'en va                     | режисерка, сценаристка                       |
| 2015 | Молода кров                       | La tête haute                    | режисерка, сценаристка                       |
| 2016 | Донька Бреста                     | La Fille de Brest                | режисерка, сценаристка (з Северіном Бошемом) |

## Визнання
| Рік                                    | Категорія                                                 | Номінантка                                | Результат |
| -------------------------------------- | --------------------------------------------------------- | ----------------------------------------- | --------- |
| Каннський кінофестиваль                |                                                           |                                           |           |
| 1997                                   | Золота пальмова гілка за найкращий короткометражний фільм | Канікули                                  | Номінація |
| 1997                                   | Приз журі                                                 | Канікули                                  | Перемога  |
| 1999                                   | Приз Cinefondation (2-е місце)                            | Мікросхема                                | Перемога  |
| 2001                                   | Приз молодіжного журі                                     | Клеман                                    | Перемога  |
| 2015                                   | Найкраща жіноча роль (разом з Руні Мара у фільмі Керол)   | Мій король                                | Перемога  |
| Фестиваль романтичних фільмів у Кабурі |                                                           |                                           |           |
| 1998                                   | Золотий Сван                                              | Канікули                                  | Перемога  |
| Кінофестиваль у Салоніках              |                                                           |                                           |           |
| 2005                                   | Золотий Александр                                         | Задній план                               | Номінація |
| 2005                                   | Найкраща режисерська робота                               | Задній план                               | Перемога  |
| Премія «Сезар»                         |                                                           |                                           |           |
| 2012                                   | Найкращий оригінальний сценарій (разом з Майвенн)         | Паліція                                   | Номінація |
| 2016                                   | Найкращий фільм                                           | Мій король                                | Номінація |
| 2016                                   | Найкращий режисер                                         | Мій король                                | Номінація |
| 2016                                   | Найкраща акторка                                          | Мій король                                | Номінація |
| 2016                                   | Найкращий сценарій                                        | Молода кров (разом з Марсією Романо)      | Номінація |
| 2017                                   | Найкращий адаптований сценарій                            | Донька Бреста (разом з Северіном Бошемом) | Номінація |
| Премія «Люм'єр»                        |                                                           |                                           |           |
| 2012                                   | Найкращий сценарій (разом з Майвенн)                      | Паліція                                   | Номінація |
| 2016                                   | Найкраща акторка                                          | Мій король                                | Номінація |
| Берлінський міжнародний кінофестиваль  |                                                           |                                           |           |
| 2013                                   | Золотий ведмідь                                           | По сигарети                               | Номінація |
| Приз Луї Деллюка                       |                                                           |                                           |           |
| 2013                                   | Найкращий фільм                                           | По сигарети                               | Номінація |